# Bloeddonatie
Een bloeddonatie is een vrijwillige afgifte van bloed door een bloeddonor. Het bloed kan bestemd zijn voor een patiënt die een bloedtransfusie nodig heeft, maar ook voor de fabricage van medicijnen. Een bloeddonatie vindt meestal plaats bij een bloedbank, waarna het bloed getest en bewerkt zal worden, voordat het naar een patiënt in een ziekenhuis gaat.

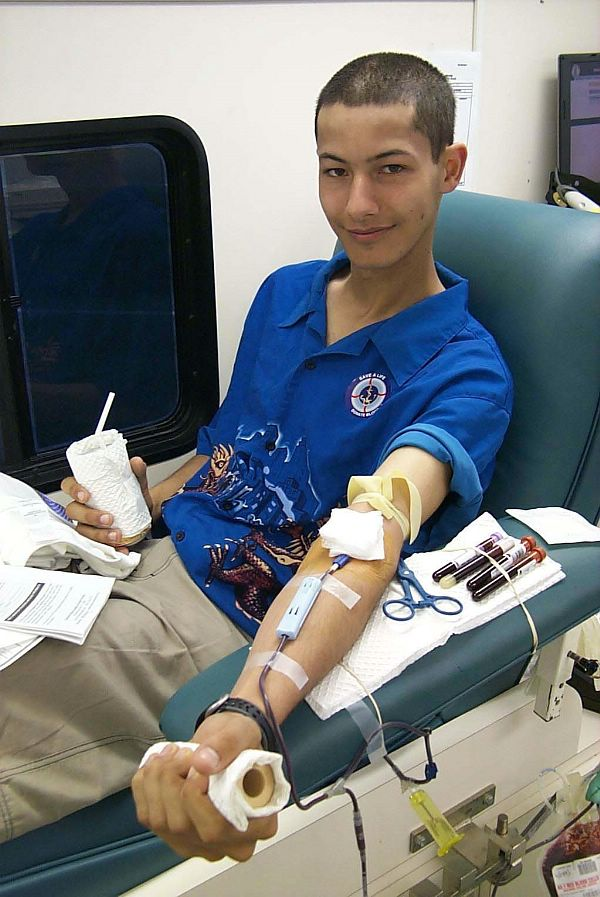
Een donor geeft bloed

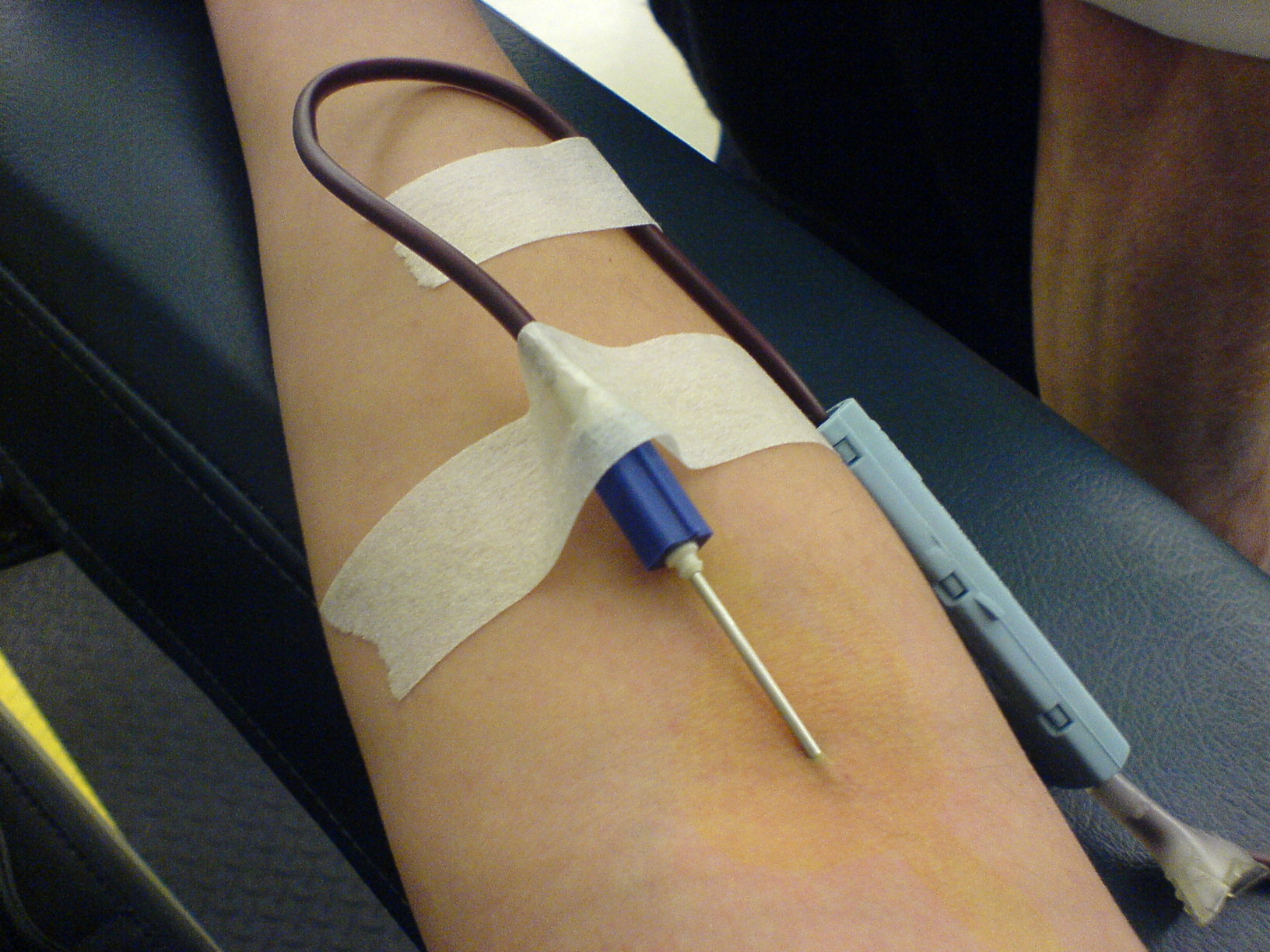
Close-up van bloedafname

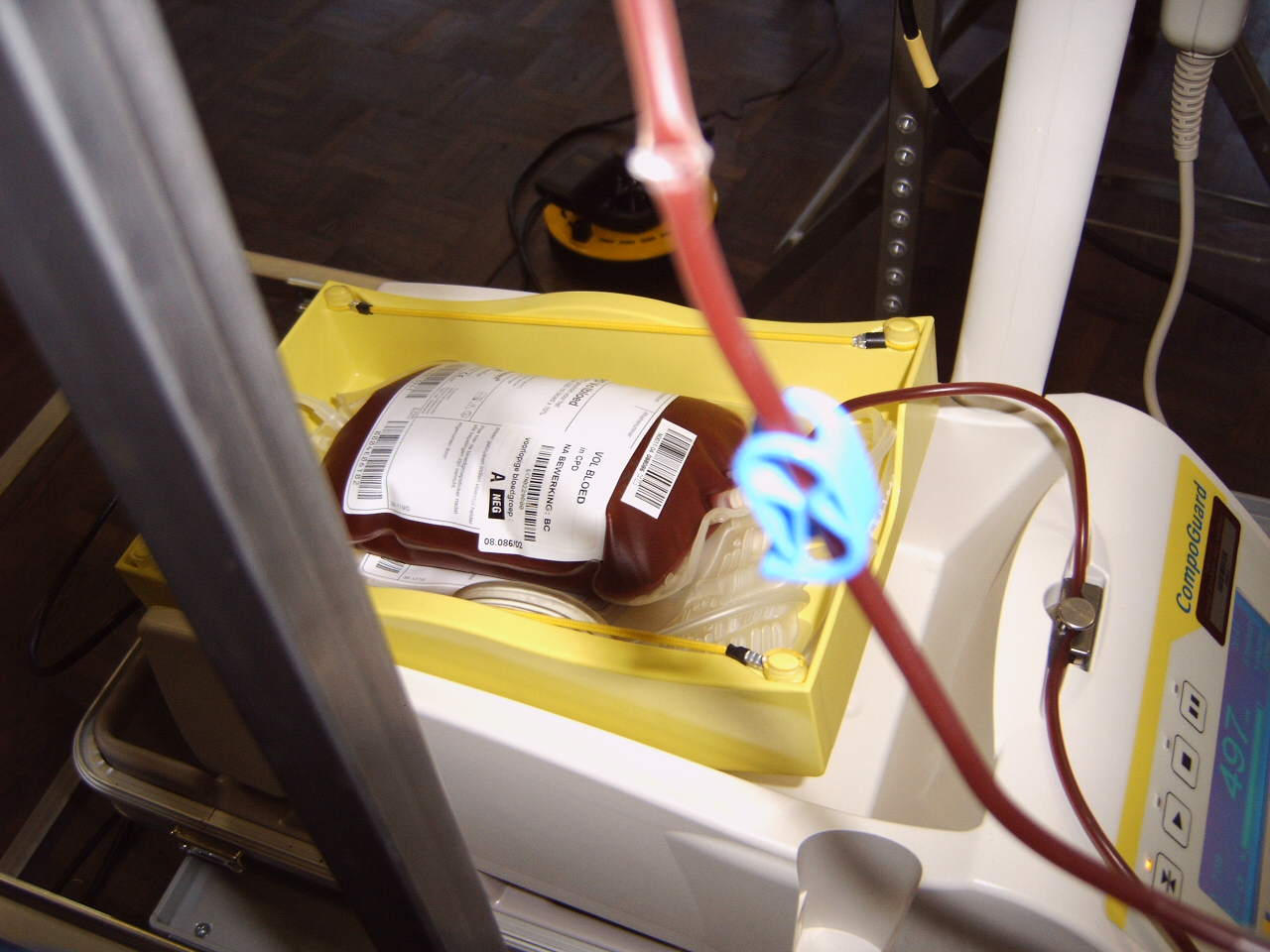
Bloedafname in donorcentrum van Sanquin

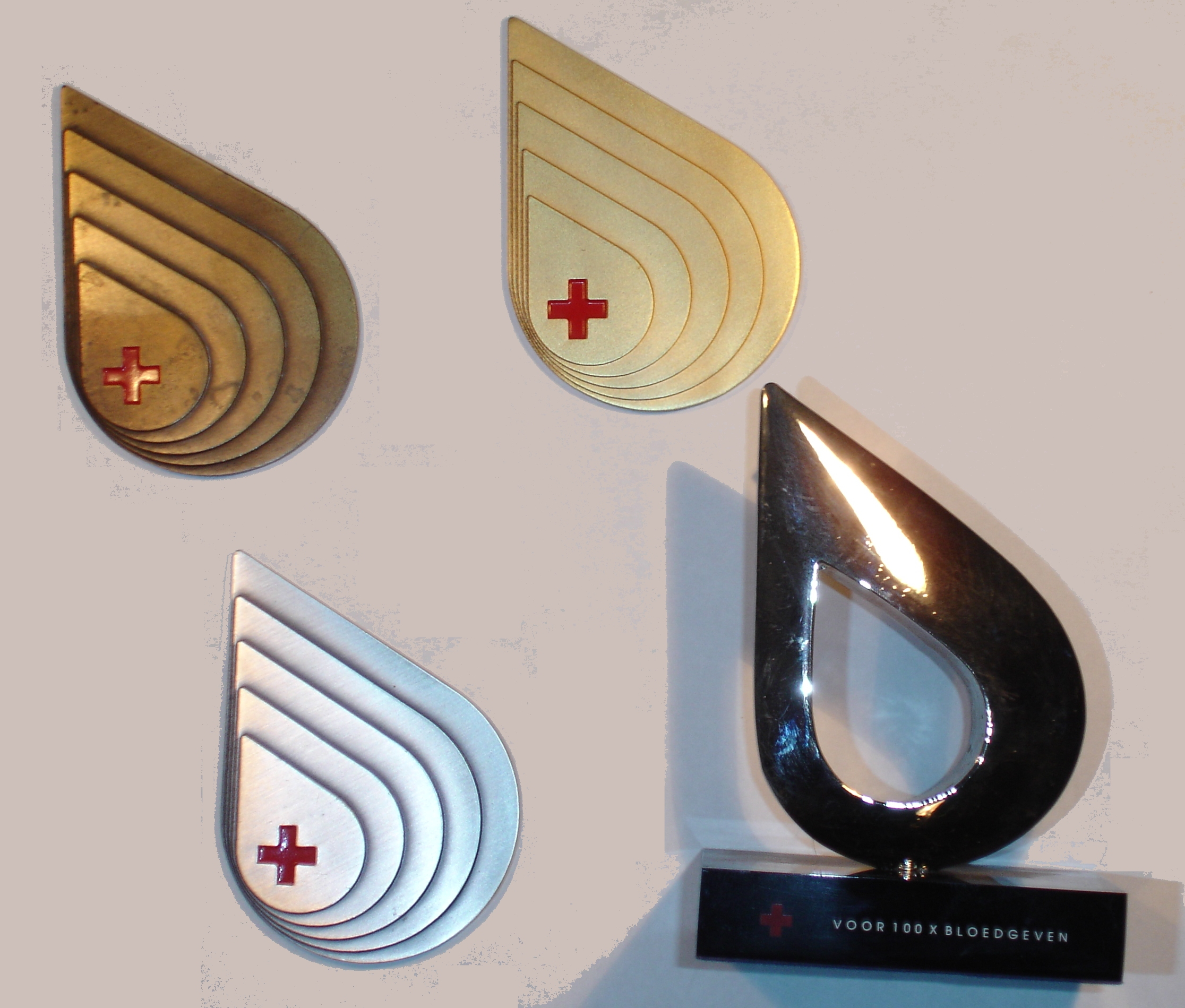
Trouwe donoren ontvangen een plaquette als blijk van waardering

## Belangeloos
In Nederland is men belangeloos bloeddonor, dat wil zeggen dat men geen geld of een andere beloning ontvangt voor het gegeven bloed. Bij mijlpalen als 5, 10 en 20 keer doneren, ontvangt men wel een symbolische blijk van dank. Veel bloeddonoren zien het feit dat men met het doneren van bloed een maatschappelijk nuttig doel dient als een vorm van beloning op zich.
Bij het opstarten van de bloedafnames in België rond 1926, wegens de zeer grote terughoudendheid van de potentiële bloedgevers, werd er 400 BEF gegeven voor een halve liter bloed. Indien men dringend werd opgeroepen kwam daar een 50 BEF bij per gifte. Ter vergelijking: arbeiders verdienden toen ongeveer 235 BEF per maand. Bijna één dubbele maandwedde per bloedgift dus. Er waren toen ongeveer 8000 bloedgevers in België. Inmiddels is het ook in België beleid dat men geen vergoeding ontvangt voor de gift.
In Suriname bestaat de Nationale Bloedbank sinds 1980. Sinds 1999 geldt ook hier dat men alleen vrijwillig en belangeloos kan doneren.
In andere landen, zoals de VS, zijn er soms bloedbanken waar donoren een geldelijke vergoeding ontvangen voor hun bloed of plasma. Binnen Europa geeft Letland een kleine vergoeding voor volbloed en plasma. In Duitsland kunnen bloedbanken zelfstandig bepalen of ze een vergoeding geven, wat zelden gebeurt. Bulgarije staat in sommige gevallen - zoals in geval van een ramp - een vergoeding toe bij donatie van volbloed. In Oostenrijk en Hongarije vergoed men bij de donatie van plasma.
De Europese Unie promoot het gebruik van belangeloze donatie middels Europese Richtlijn 2002/98/EC. Het idee achter het belangeloze donorschap is dat men eerlijker zal zijn bij het beantwoorden van de medische vragenlijst, waardoor vóór de donatie een betere inschatting kan gemaakt worden van een eventueel risico van de bloeddonatie voor de donor of voor de ontvanger. In het verleden, met name rondom de AIDS epidemie in de jaren '80, werden ontvangers besmet met geïnfecteerd bloed uit commerciële bloedbanken die gebruik maakte van donaties van drugverslaafden die zelf geïnfecteerd raakten door het hergebruik van naalden. Dit leidde bijvoorbeeld tot het bloedschandaal in Verenigd Koninkrijk. Maar ook in Nederland zijn destijds slachtoffers gevallen. Sinds 1975 wordt ook door de WHO het belangeloos doneren gepromoot.

## Donor worden
Men kan bloeddonor worden vanaf het achttiende jaar. Men kan zich als nieuwe donor aanmelden tot het 65e jaar; als men eenmaal donor is, kan men tot het tachtigste jaar (mits men in goede gezondheid verkeert) donor blijven (maximale leeftijd is opgetrokken van 69 naar 79 in 2018). In België mocht men pas bloed geven vanaf 21 jaar, maar dat is rond 1980 gedaald naar 18 jaar. Bloed geven kon men tot de dag voor men 65 jaar oud werd, daarna niet meer. Begin juli 2011 werd die leeftijdsgrens ook opgetrokken naar 70 jaar.
Er zijn in Nederland circa 331.000 bloeddonors, die aan circa 721.000 donaties meewerken (2017). Regelmatig moeten donoren stoppen met doneren, omdat zij de leeftijdsgrens bereiken of vanwege gezondheidsproblemen. Daardoor is er een voortdurende behoefte aan nieuwe donoren.
Wanneer iemand zich aanmeldt als donor, zal hij of zij uitgenodigd worden voor een eerste afspraak bij de dichtstbijzijnde bloedbank. Tijdens deze eerste afspraak krijgt de nieuwe donor informatie over het doneren en wordt er een uitgebreide medische vragenlijst doorgenomen met de donor. De donor wordt vervolgens medisch gekeurd en er worden enige buisjes bloed afgenomen om de bloedgroep te bepalen en om de donor te testen op belangrijke infectieziekten. Tijdens de eerste afspraak doneert een donor in Nederland nog geen halve liter bloed. Pas wanneer alle uitslagen van alle testen op infectieziekten bekend zijn (dit is vier weken na de eerste afspraak), kan een donor uitgenodigd worden voor de eerste afname van een halve liter bloed.

### Uitsluitingsbeleid

#### België
Om de veiligheid van de bloeddonatie te garanderen heeft het Rode Kruis-Vlaanderen een aantal voorwaarden opgenomen om bloed te geven. Zo is er een wachtperiode van vier maand bij prik-, snij-, spat- of bijtongevallen, het volgen van bepaalde hiv-behandelingen ('PEP'), het snuiven van drugs, na het plaatsen van een tattoo, piercing of permanente make-up, bepaalde therapeutische naaldbehandelingen (acupunctuur of dry needling), het oplopen van bepaalde SOA's en bepaalde (kijk)operaties. Ook wanneer je een nieuwe partner hebt, wordt er gevraagd vier maanden te wachten met bloed te geven.
Mensen die drugs hebben gespoten of langer dan 6 maanden verbleven hebben in het Verenigd Koninkrijk tussen 1980 en 1996 zijn uitgesloten.

#### Nederland
Ook Sanquin legt een aantal regels op om bloed te geven.
Mensen die drugs hebben gespoten, drager zijn van het hiv/aids virus of hepatitis B- of C-virus, eerder een orgaan- of weefseltransplantatie kregen, of langer dan 6 maanden verbleven hebben in het Verenigd Koninkrijk tussen 1 januari 1980 en 31 december 1996 (wegens de ziekte Creutzfeldt-Jakob), zijn uitgesloten.
Er geldt een wachtperiode van vier maanden na het snuiven van drugs, het hebben van bepaalde risicovolle seksuele betrekkingen en prik-, snij-, spat- of bijtongevallen.

## Een donatie
Voorafgaand aan een afname moet een vragenlijst worden ingevuld, met onder meer vragen over de gezondheidstoestand, het medicijngebruik, recente medische behandelingen, recent verblijf in het buitenland en levensstijl (inclusief seksuele gewoonten). Voorts worden de bloeddruk en (in Nederland) het hemoglobinegehalte ("ijzer") gemeten; de Hb-waarde moet minimaal 8,4 zijn bij mannelijke donoren, en 7,8 bij vrouwen. In België wordt het hemoglobinegehalte enkel gemeten bij vrouwen. De bedoeling hiervan is om te kijken of de donor gezond genoeg is om bloed te kunnen en mogen geven. Enerzijds wil men de ontvanger beschermen tegen bloed van 'slechte' kwaliteit en anderzijds wil men voorkomen dat de gezondheid van de donor door de donatie zal worden geschaad.
Na deze keuring volgt de afname: de donor neemt plaats in een afnamestoel of -bed, en de arm van de donor wordt ontsmet op de plaats waar de naald zal worden ingebracht. Vervolgens wordt er een injectienaald aangebracht in de ader die aan de binnenkant van de elleboogsplooi te vinden is. Het bloed stroomt via een slangetje in een plastic zak. Het duurt zeven tot twaalf minuten (bloed) of circa drie kwartier (plasma), voordat de zak vol is. Het doneren is niet pijnlijk: een donor voelt de prik in de arm, maar dit gevoel ebt al na enige seconden weg, waarna men wacht totdat de ingestelde hoeveelheid afgenomen is.

## Aantal donaties en hoeveelheid per donatie
In België mag men maximaal 4 keer per jaar bloed geven. Men mag ook maximaal 30 maal per jaar bloedplasma geven via plasmaferese, of 26 keer per jaar als men ook bloed geeft. Een donatie van bloedplaatjes kan tot 24 keer per jaar.
In Nederland mogen mannen maximaal 5 keer per jaar bloed geven, vrouwen maximaal 3 keer per jaar. Het geven van plasma mag 26 keer per jaar, met een minimale periode van twee weken tussen donaties.
In België wordt er sinds 4 juli 2016 450 ml of 470 ml bloed afgenomen (voorheen 400 & 470), afhankelijk van de lengte, het gewicht en het geslacht van de donor, maximaal vier keer per jaar. Voor bloedplasma is dat max. 650 ml. In Nederland wordt er 500 ml bloed of 660 ml plasma afgenomen. Er wordt voor plasma-afname een proef met een gewicht/lengte afhankelijke hoeveelheid uitgevoerd.

## Na de donatie
In het algemeen heeft een bloeddonatie weinig effect op het functioneren. Donoren wordt wel verzocht om na de afname nog even te rusten en wat te drinken: men kan zich direct na de afname wat duizelig voelen. Ook kan men de ervaring hebben dat men zich de rest van de dag wat "flauw" voelt. Inspannend werk of zwaar sporten kan dan beter vermeden worden de eerste 12 uur na de afname. De meeste bloedbanken laten donoren de eerste 30 minuten na donatie in de kantine plaatsnemen en een tussendoortje en verfrissing nemen, zodat ze kunnen herstellen. Soms vallen mensen flauw tijdens of na een bloed- of plasma-afname. Dit kan voorkomen worden door van tevoren genoeg te eten en te drinken, uitgerust naar de bloedbank te gaan, en door het afnamebed tijdens het doneren in horizontale stand te zetten.
Het lichaam gaat na afname weer nieuw bloed maken. Het volume van het bloedplasma is na ongeveer 12 uur weer op het oude peil, het bloedplasma en de bloedplaatjes zijn binnen enkele dagen aangevuld, de rode bloedcellen zijn na enkele weken vervangen, en het ijzergehalte is na circa twee maanden hersteld.

## Verwerking van het bloed
Vóórdat het afgestane bloed gebruikt wordt, wordt dit altijd op een aantal infectieziekten getest, waaronder hiv, hepatitis B, hepatitis C, hepatitis E, syfilis en hemofilie (niet in Nederland). Sinds 1 juli 2013 wordt er in Nederland enkel nog bij nieuwe donors getest op het humaan T-cel lymfotrope virus HTLV, deze test wordt niet meer na elke donatie gedaan.
Het afgestane bloed wordt tegenwoordig altijd eerst bewerkt voordat het aan een patiënt gegeven wordt. Het wordt meestal gesplitst in verschillende onderdelen, onder andere de rode bloedcellen, de bloedplaatjes en het bloedplasma. Al deze onderdelen kunnen aan verschillende patiënten gegeven worden, die precies dat onderdeel nodig hebben. Deze bloedonderdelen worden aangeduid met de term "bloedproduct".

## Soorten donaties

### Volbloed
De meeste donoren bij de bloedbank geven volbloed, wat wil zeggen dat zij een halve liter bloed afgeven tijdens hun donatie. Dit bloed wordt tegenwoordig niet meer in de oorspronkelijke samenstelling aan een patiënt gegeven, het wordt op het laboratorium in de verschillende onderdelen gescheiden voor verschillende toepassingen.

### Plasma

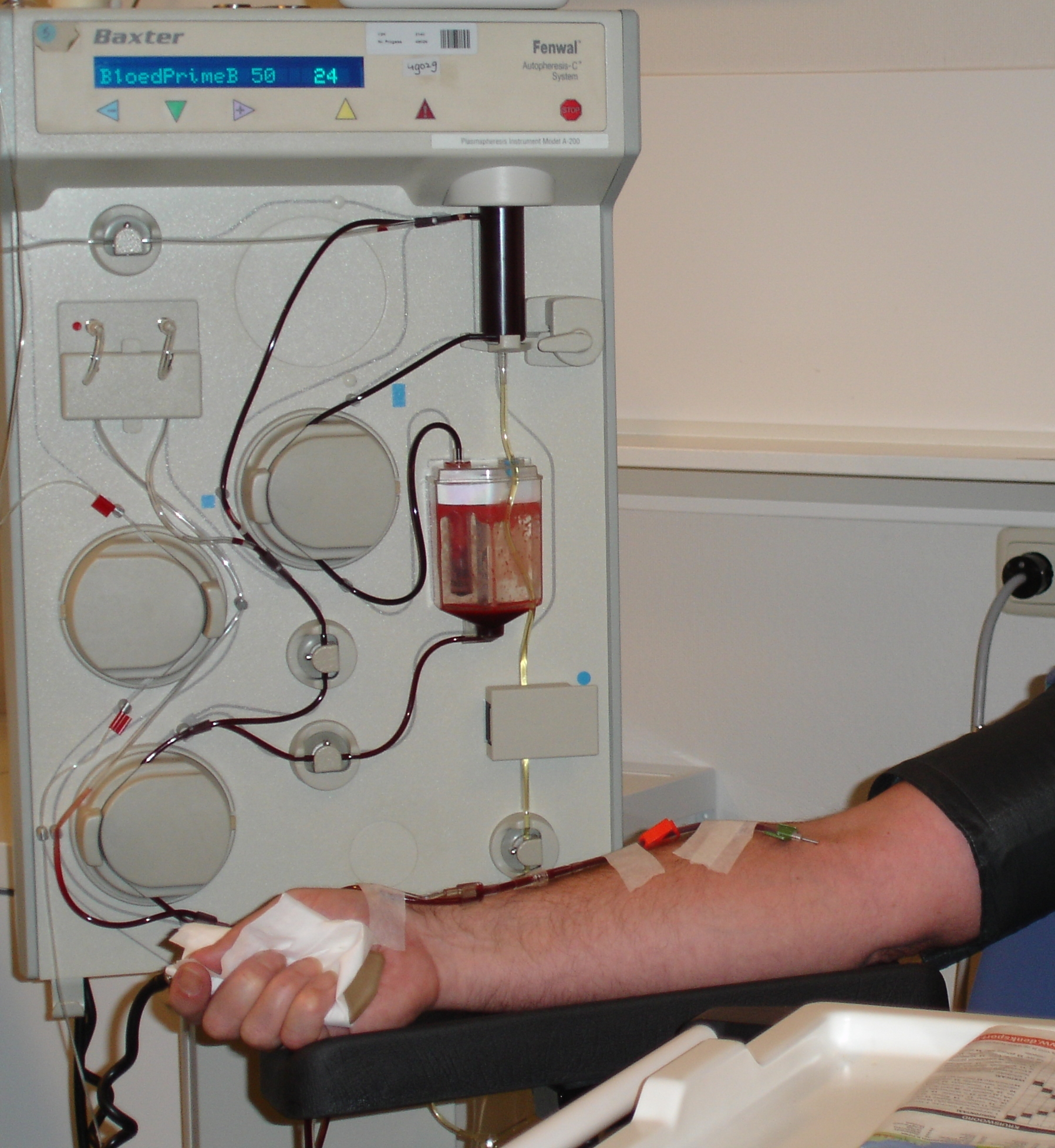
Plasmadonatie

Verder zijn er ook plasmadonoren. Deze geven via een speciale techniek alleen hun bloedplasma af. De rode en witte bloedcellen en de bloedplaatjes worden tijdens deze donatie niet afgenomen.
Een plasmadonatie door middel van plasmaferese duurt wat langer dan een bloeddonatie, ongeveer 30-45 minuten. Het bloed wordt, net als bij een bloeddonatie, door een naald in de elleboogplooi afgenomen en tegen het stollen met citraat vermengd. In een machine, die naast de donor staat, wordt het bloed gecentrifugeerd, waardoor plasma en bloedcellen gescheiden worden. De donor ontvangt de bloedcellen via hetzelfde slangetje en dezelfde naald terug, terwijl het apparaat het plasma in een plasmazak opslaat. Er bestaan hiervoor verschillende systemen. De hoeveelheid afgenomen plasma is afhankelijk van het geslacht en gewicht van de donor, maar is doorgaans 820ml.
Niet iedereen kan plasmadonor worden. Er is veel behoefte aan rode bloedcellen van bloedgroep O, dus heeft men van bloeddonoren met deze bloedgroep liever een gewone bloeddonatie. Verder moeten de bloedvaten van plasmadonoren goed aan te prikken zijn, anders mislukt de donatie.
Hierboven werd reeds beschreven dat het enige tijd duurt voor het ijzergehalte weer op peil is bij een volbloeddonatie. Het ijzer is een belangrijk bestanddeel van hemoglobine, dat zich in de rode bloedcellen bevindt. Omdat men de rode bloedcellen bij plasmadonatie niet kwijtraakt, herstelt men sneller van de plasmadonatie. Daarom mag men veel vaker plasma doneren dan volbloed, in principe zelfs eenmaal per twee weken. De meeste plasmadonoren komen een keer per maand doneren.

### Bloedplaatjes
Ten slotte zijn er ook donoren van bloedplaatjes. Via eenzelfde soort speciale techniek als bij de plasma-afname wordt bij hen alleen een bepaalde hoeveelheid bloedplaatjes afgenomen. Er zijn niet zoveel donoren die alleen bloedplaatjes geven, omdat dat relatief gezien niet vaak nodig is. Ook voor het doneren van bloedplaatjes moeten de bloedvaten goed aan te prikken zijn, omdat de donatie lang duurt: zo'n vijftig minuten tot een uur.

### Navelstrengbloed
Als aanstaande moeder kun je aangeven het bloed van de navelstreng na de geboorte te laten opslaan. Dit navelstrengbloed bevat stamcellen die gebruikt kunnen worden bij de behandeling van onder andere leukemie. In België bestaan er vijf navelstrengbloedbanken namelijk UZ Gent, ULB Brussel, St-Luc Brussel, CHU Luik en UZ Leuven . Deze banken hebben ieder weer verschillende afnamelocaties. In Nederland is er één navelstrengbloedbank in Leiden, het vroegere EuroCord thans onderdeel van Sanquin en het afnemen gebeurt door gespecialiseerde verloskundigen in een aantal ziekenhuizen.

## Organisaties
In Nederland is de organisatie Sanquin actief als bloedbank, in België zijn dat het Rode Kruis België in Brussel en Wallonië, en Rode Kruis-Vlaanderen in Vlaanderen. In Suriname organiseert het Surinaamse Rode Kruis de Nationale Bloedbank.